# في فن السينما
في فن السينما هي أطروحة من عام 1973 للزعيم الكوري الشمالي كيم جونغ إيل.  يعتبر العمل الأكثر موثوقية في صناعة الأفلام في كوريا الشمالية.
كان لـ «فن السينما» تداعيات سياسية كبيرة على خلافة كيم جونغ إيل لكيم إيل سونغ. إذ اكتسب كيم جون ايل تأثيرًا سياسيًا وثقافيًا في المجتمع والحكومة في كوريا الشمالية من خلال تأليف هذا الكتاب.
تأثير «في فن السينما» على صناعة الأفلام الكورية الشمالية كان متنازع عليه.  الأفلام من قبل وبعد نشر الرسالة متشابهة في الأسلوب والعديد من الأفلام المعاصرة تنتهك القواعد المختلفة المنصوص عليها في الأطروحة.

## خلفية  فنية
في فن السينما أعيد صياغة العديد من أفكار كيم إيل سونغ حول الفن ليكون خاصًا بالسينما.
بعد تخرجه من جامعة كيم إيل سونغ عام 1964، كرس كيم نفسه للعمل الثقافي والأيديولوجي والدعاية في قسم التنظيم والتوجيه باللجنة المركزية للحزب.وقاوم التأثير الفني الليبرالي من الاتحاد السوفيتي لإزالة الستالينية.  منذ عام 1968، بدأ كيم في العمل على تعديلات فيلمية لمسرحيات حرب العصابات التي نشأت منذ ثلاثينيات القرن الماضي.  وقاد كيم شخصيًا إنتاج الأفلام، مثل  Sea of Blood  و The Flower Girl بعد ذلك، بدأ كيم إيل سونغ في إنتاج الأوبرا الثورية.  ثم كتب سلسلة من المقالات بناءً على الخطب التي ألقاها للمخرجين وكتاب السيناريو على مدار السنوات الخمس السابقة،  ونشرها تحت عنوان «عن فن السينما» في 11 أبريل 1973.   كان أول عمل رئيسي له.  خلال ما تبقى من سبعينيات القرن الماضي، واصل كيم الإشراف على الأنشطة الثقافية.

## الأفكار
تحتل السينما مكانة مهمة في التطور الشامل للفن والأدب، على هذا النحو هو سلاح أيديولوجي قوي للثورة والبناء.  لذلك فإن تركيز الجهود على السينما وتحقيق الاختراقات ومتابعة النجاح في جميع مجالات الفن والأدب هو المبدأ الأساسي الذي يجب الالتزام به في إحداث ثورة في الفن والأدب.
لذا يقدم كتاب «في فن السينما» نظريتين رئيسيتين: نظرية الأدب على أنها «إنسانية» و «نظرية البذرة».  كلاهما يعتبر مبرر لسيطرة الحزب على الإبداع الفني.  الأفكار الأخرى التي طورتها الرسالة هي ما يسمى بـ «نظرية النمذجة» و «حملة السرعة».  الامتثال لهذه المبادئ يكسب العمل الفني عنوان «العمل الجماعي». 

## الاستقبال والتأثير
على الرغم من أن الكتاب يعتبر أعلى سلطة في السينما في كوريا الشمالية، إلا أنه من غير الواضح ما إذا كان قد غير ممارسات صناعة الأفلام بالفعل.
في حين أن السير الذاتية الرسمية لكيم جونغ إيل تصف «فن السينما» بأنه شامل وأصلي و «مدعوم بمنطق لا تشوبه شائبة»، تصفها ويتني ماليت بأنها مملة ومتكررة.  تصف آنا بروينوفسكي فن السينما بأنه «رخو، غريب الأطوار ورائع».  ومع ذلك، يشير ديفيد ويست إلى أن العمل يُظهر «بعض الفهم للعناصر البناءة للنص الأدبي».

اعتبر كيم نفسه أطروحته فاشلة.  تم الاستمتاع بالأفلام التي ساهم بها في الداخل، لكن في الخارج تعرض للسخرية.  لم تستطع السينما الكورية الشمالية منافسة جودة الأفلام الأجنبية، ولا سيما الأفلام الكورية الجنوبية.  دفعه هذا مباشرة إلى اختطاف شين سانج أوك، المخرج السينمائي الأكثر شهرة في كوريا الجنوبية، في عام 1978.

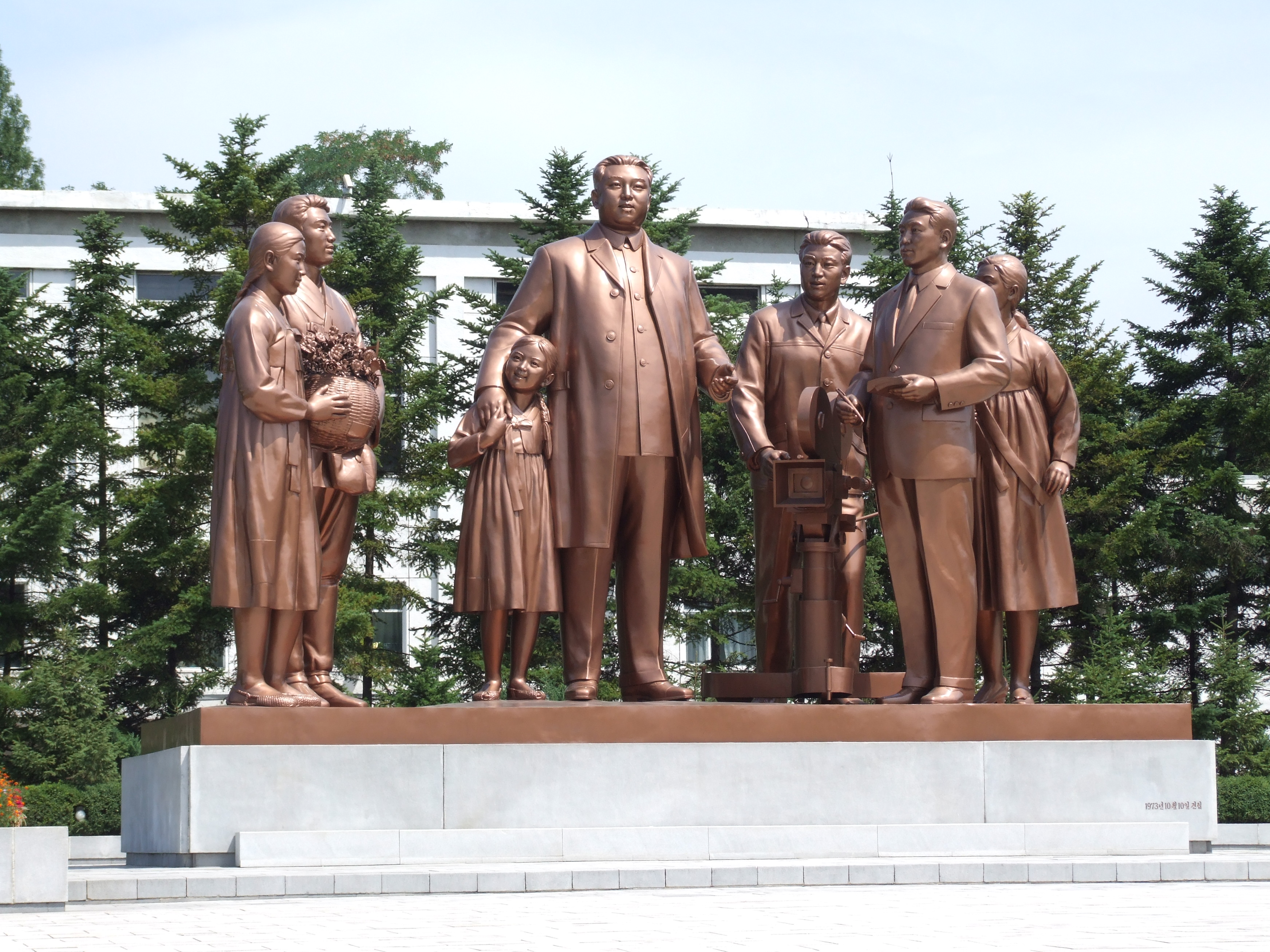
تمثال لكيم إيل سونغ في استوديوهات بيونغ يانغ السينمائية. في فن السينما أعادت صياغة العديد من أفكار كيم إيل سونغ حول الفن ليكون خاصًا بالسينما.

في فن السينما قراءة إلزامية لطلاب الأدب الكوريين الشماليين. إذ يجب على صانعي الأفلام الكوريين الشماليين أيضًا دراسة العمل، أو حتى حفظه.  

## تفاصيل الإصدار
طبع بواسطة مطبعة جامعة المحيط الهادئ.
العمل مُدرج في الأعمال المختارة لكيم جونغ إيل فول. وترجمت إلى العربية والصينية والإنجليزية والفرنسية والألمانية والروسية والإسبانية.